# セメレ (小惑星)
セメレ またはセメーレ (86 Semele) は、小惑星帯に位置するC型小惑星の一つ。炭素化合物に富み、大変暗い。1866年1月4日にドイツの天文学者、フリードリッヒ・ティーティエン (Friedrich Tietjen) によりベルリン天文台で発見された。
ギリシア神話のゼウスの子ディオニュソスの母セメレーにちなみ命名された。
2008年10月に三重県と熊本県で掩蔽が観測された。